# Torneo de Doha 2023
El Qatar ExxonMobil Open 2023 fue un evento de tenis de la categoría ATP Tour 250 que se disputa en Doha, Catar en el Khalifa International Tennis Complex desde el 20 hasta el 25 de febrero de 2023.

## Distribución de puntos
| Modalidad            | Campeón | Finalista | Semifinales | Cuartos de final | 2ª ronda | 1ª ronda | Clasificados | 2ª ronda de clasificación | 1ª ronda de clasificación |
| Individual masculino | 250     | 165       | 100         | 50               | 25       | 0        | 13           | 7                         | 0                         |
| Dobles masculino     | 250     | 150       | 90          | 45               | 20       | 0        | -            | -                         | -                         |

## Cabezas de serie

### Individuales masculino
| Tenista                 | Ranking | Preclasificado |
| Andrey Rublev           | 5       | 1              |
| Félix Auger-Aliassime   | 8       | 2              |
| Daniil Medvédev         | 11      | 3              |
| Alexander Zverev        | 17      | 4              |
| Roberto Bautista        | 24      | 5              |
| Daniel Evans            | 29      | 6              |
| Alejandro Davidovich    | 31      | 7              |
| Botic van de Zandschulp | 35      | 8              |

- Ranking del 13 de febrero de 2023.[2]

### Dobles masculino
| Tenista                      | Ranking | Preclasificado |
| Nikola Mektić Mate Pavić     | 15      | 1              |
| Hugo Nys Jan Zieliński       | 36      | 2              |
| Rohan Bopanna Matthew Ebden  | 62      | 3              |
| Robin Haase Matwé Middelkoop | 66      | 4              |

## Campeones

### Individual masculino
Daniil Medvédev venció a  Andy Murray por 6-4, 6-4

### Dobles masculino
Rohan Bopanna /  Matthew Ebden vencieron a  Constant Lestienne /  Botic van de Zandschulp por 6-7(5-7), 6-4, [10-6]